# Pölstal
Pölstal – gmina targowa w Austrii, w kraju związkowym Styria, w powiecie Murtal. Liczy 2744 mieszkańców (1 stycznia 2015).